# Francesco Morano
Francesco Morano, italijanski rimskokatoliški duhovnik, škof in kardinal, * 8. junij 1872, Caïvano, † 12. julij 1968.

## Življenjepis
10. avgusta 1897 je prejel duhovniško posvečenje.
20. decembra 1935 je postal tajnik Apostolske signature.
14. decembra 1959 je bil povzdignjen v kardinala in imenovan za kardinal-diakona Ss. Cosma e Damiano.
5. aprila 1962 je bil imenovan za naslovnega nadškofa Fallabe in 19. aprila istega leta je prejel škofovsko posvečenje. Leta 1963 je odstopil s tega položaja.